# Síntesis orgánica en agua
La síntesis orgánica en agua comprende aquellos procesos de formación de compuestos de esqueleto hidrocarbonado que se llevan a cabo en medio acuoso. Tradicionalmente las reacciones orgánicas se han desarrollado en disolventes orgánicos (metanol, diclorometano, tolueno, etc.) debido a la insolubilidad de muchos de los reactivos en medio acuoso. Este tipo de disolventes, especialmente los disolventes clorados, es una fuente importante de emisiones de compuestos orgánicos volátiles (COV) a la atmósfera, causantes del fenómeno de smog en las ciudades. 

## Historia
En la naturaleza existen ejemplos de procesos biológicos que tienen lugar en medio acuoso, como las biotransformaciones llevadas a cabo por enzimas, o la fotosíntesis.
La reconsideración del agua, disolvente universal, como disolvente en química orgánica tuvo sus inicios alrededor del año 1980, al comprobarse experimentalmente que las reacciones tipo Diels-Alder aumentaban su velocidad si se realizaban en medio acuoso.
Otras pruebas experimentales posteriores son la activación de enlaces C-H (reacción tipo Grignard) por catálisis metálica operando en medio acuoso en condiciones de reacción suaves, o la realización de reacciones tipo Mannich de forma enantio y diasteroselectiva con alto rendimiento usando agua como disolvente.

## Agua como disolvente verde
El agua está considerada como unos de los disolventes verdes dentro del campo de la química sostenible por su baja toxicidad y peligrosidad. Otra de sus ventajas es el empleo directo de materias primas renovables en medio acuoso, sin necesidad de técnicas de protección/desprotección de sus grupos funcionales, reduciendo simultáneamente el número de pasos de la ruta sintética.
El reciclaje del catalizador es también un punto a favor del uso del agua como disolvente, ya que, al tener el proceso una alta eficiencia atómica, se logra minimizar la presencia de materiales indeseados en disolución que podrían adherirse al catalizador. Su recuperación y reutilización son más sencillas si se realiza catálisis bifásica. En cuanto al producto de la reacción, lo ideal es que sea insoluble o poco soluble en agua para facilitar su recuperación (simplemente por separación de fases, filtración, etc.). 
Otra posibilidad medioambientalmente beneficiosa que ofrece el medio acuoso es el empleo de ultrasonidos combinados con métodos electroquímicos (sonoelectroquímica) o fotocatalíticos en la degradación de contaminantes en agua, produciéndose a la vez un aumento de la velocidad y el rendimiento del proceso. Estas técnicas permiten reducir el consumo de energía destinado a tareas de calentamiento y enfriamiento necesarias en distintas etapas de la reacción. En esta misma dirección se encuentra también la técnica de irradiación de microondas,que puede emplearse para acelerar la reacción y prescindir de agentes de transferencia de fase en la tarea de aislamiento y recuperación del producto.